# Museo de Historia Natural de Valparaíso
El Museo de Historia Natural de Valparaíso (MHNV) es un museo de historia natural ubicado en la ciudad de Valparaíso, en Chile. Es el segundo museo más antiguo de Chile y el primero a nivel regional.
El Palacio Lyon, en el cual está emplazado, fue declarado Monumento Nacional de Chile, en la categoría de Monumento Histórico, en 1979.

## Historia
Fue fundado en 1878 por Eduardo de la Barra en el Liceo de Hombres de Valparaíso. Tras pasar por varias instalaciones, desde 1988 tiene su sede en el Palacio Lyon que fue declarado Monumento Nacional en 1979. Hacia 1984 su colección estaba compuesta por 25 856 piezas y recibió 7150 visitantes en 1980.
Actualmente está administrado por el Servicio Nacional del Patrimonio Cultural.

## Directores[3]
- Edwin Reed Brookman (1878-1879)
- Federico Puga Borne (1879-1883)
- Clodomiro Pérez Canto (29 de octubre de 1883-1897)
- Rafael Campusano (1897-1897)
- Carlos Porter Mossó (1897-1910)
- John Juger Silver (1910-1968)
- Nina Ovalle (1968-1972)
- Eduardo Brousse Soto (1972-1979)
- Ana Ávalos Valenzuela (1979-2008)
- Cristian Becker Álvarez (subrogante, 2008-2009)
- Patricio Ortega Gómez (2009-2013)
- Loredana Rosso Elorriaga (2013-2019)
- Sergio Quiroz Jara (2020 a la fecha)